# Kokosznik (architektura)

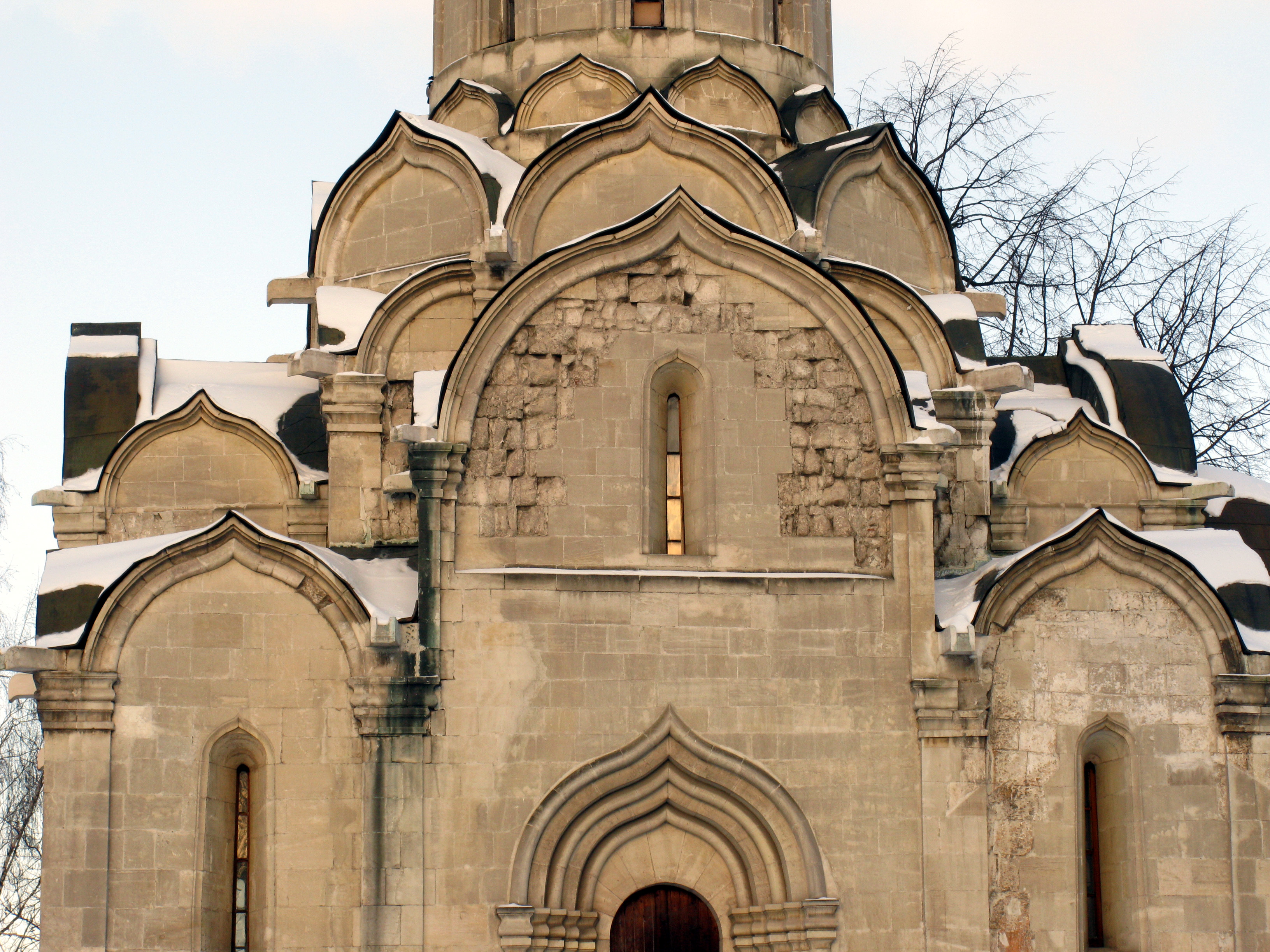
Kokoszniki cerkwi Obrazu Chrystusa Zbawiciela Nie Ludzką Ręką Uczynionego w Monasterze Spaso-Andronikowskim w Moskwie

Kokosznik – element wystroju w postaci dekoracyjnego szczytu, mający wykrój najczęściej w kształcie łuku koszowego (rzadziej w kształcie trójkątnym, ostrołukowym lub półkolistym), zazwyczaj bogato profilowany. Charakterystyczny dla budownictwa cerkiewnego z okresu XVI – XVII wieku, a następnie dla budownictwa w stylu bizantyjsko-rosyjskim z przełomu XIX i XX wieku.
Kokosznik stosowany był w budownictwie drewnianym oraz kamiennym i grupowany na dachach budowli szeregowo w kilku piętrzących się nad sobą rzędach. Łuki umieszczane są najczęściej u nasady bębna, hełmu, więźb dachowych lub iglic.